# Катерина Бранкович
Катерина Бранкович (серб. Катарина Бранковић, греч. Καταρίνα Μπράνκοβιτς; около 1418, Вучитрн — 1492, Конче, Конче), также известная как Катерина Кантакузина — сербская принцесса, графиня Цельская в браке с графом Ульрихом II. Она была дочерью деспота Георгия Бранковича и византийской принцессы Ирины Кантакузины. По её заказу был написан «Вараждинский Апостол» (1454) и основан монастырь Рмань.

## Биография
Катерина вышла замуж за Ульриха II, графа Цельского (1406—1456) 20 апреля 1434 года. Это был политический брак, благодаря которому сербский деспот получал поддержку с запада. Её сестра Мара Бранкович была замужем за османским султаном Мурадом II, что обеспечивало поддержку с востока. Катерина родила троих детей, Германа (ум. 1451), Георга (ум. 1441) и Елизавету (1441—1455), которая была выдана за Матьяша Хуньяди. Папа Пий II однажды сказал, что Кантакузина была прекрасна и чиста (лат. Alioquin facie et moribus honestam). В 1453 или 1454 году она доверила трём переписчикам создание «Вараждинского Апостола» — рукописной православной литургической книги и древнейшего сохранившегося текста на кириллице на территории современной Хорватии.
После того как Ульрих II был убит во время осады Белграда в 1456 году, Катерина отказалась от всех своих владений на территории современных Хорватии и Словении, за исключением Кршко, в обмен на ежегодную выплату в размере двух тысяч дукатов, а в 1460 году она продала всё своё имущество в Славонии императору Священной Римской империи Фридриху III за 29 тысяч золотых гульденов. Она отправилась в путешествие по Италии, Корфу, Дубровнику и, в конце концов, вернулась в Старую Сербию (современная Северная Македония), чтобы навестить свою сестру Мару Бранкович, которая к тому времени также овдовела. Вместе с сестрой она помогла заключить Константинопольский договор после турецко-венецианской войны. Для этого она отправляла своих делегатов в Венецию в 1470—1472 годах и вместе с Марой сопровождала венецианских посланников в Стамбул. После смерти сестры в 1487 году Катерина заботилась о монастырях Афона. Позже Катерина отказалась от Кршко и права на ежегодные пособия. Она умерла в 1492 году в деревне Конче и была похоронена в местной церкви Святого Стефана.